# Окер
Окер (енгл. ochre, ocher из: лат. ochra, светложут и грч. ὠχρός, охрос, жут; блед) је природни аноргански пигмент коме је, уз садржај (природне) глине, главни састојак хидратизовани фери оксид (FeOOH x 0.4 H2O), а садржи и нешто манганових и калцијумових спојева. Порастом удела гвожђа (и мангана) боја окера прелази из жуте у смеђу и црвеносмеђу. Боју мења и жарењем; најпре постаје интензивнијом, а затим прелази у тамније нијансе уз истовремено повећање покривне моћи.
У праисторији се окер употребљавао за бојење и сликање, али и у обредне сврхе. Црвени окер симболизује боју живота и стари народи су му приписивали снагу крви. Већ од палеолита користио се за посипање тела покојника или се покојнику прилагао у гроб као грумен. Због тога су и неке праисторијске заједнице добиле име према том обичају, на пример култура гробова с окером.
У каснијем периоду служио је као важан пигмент за боје и лакове, а данас су га из употребе готово потпуно истиснули синтетични оксиди гвожђа, чији се жути оксиди такође зову окером.